# Poraż (gromada)
Poraż – dawna gromada, czyli najmniejsza jednostka podziału terytorialnego Polskiej Rzeczypospolitej Ludowej w latach 1954–1972.
Gromady, z gromadzkimi radami narodowymi (GRN) jako organami władzy najniższego stopnia na wsi, funkcjonowały od reformy reorganizującej administrację wiejską przeprowadzonej jesienią 1954 do momentu ich zniesienia z dniem 1 stycznia 1973, tym samym wypierając organizację gminną w latach 1954–1972.
Gromadę Poraż z siedzibą GRN w Porażu utworzono – jako jedną z 8759 gromad na obszarze Polski – w powiecie leskim w woj. rzeszowskim na mocy uchwały nr 25/54 WRN w Rzeszowie z dnia 5 października 1954. W skład jednostki wszedł obszar dotychczasowej gromady Poraż ze zniesionej gminy Łukowa (Łukowe) w tymże powiecie. Dla gromady ustalono 10 członków gromadzkiej rady narodowej.
31 grudnia 1961 gromadę Poraż włączono do powiatu sanockiego w tymże województwie, gdzie równocześnie włączono do niej wsie Mokre i Morochów z gromady Szczawne tamże.
31 grudnia 1966 do gromady Poraż włączono wieś Zawadka Morochowska z gromady Szczawne w tymże powiecie.
1 stycznia 1969 gromadę zniesiono, włączając jej obszar do gromady Niebieszczany w tymże powiecie.